# Nessia
Nessia – rodzaj jaszczurek z podrodziny Scincinae w rodzinie scynkowatych (Scincidae).

## Zasięg występowania
Rodzaj obejmuje gatunki występujące endemicznie na Sri Lance.

## Systematyka

### Etymologia
Nessia: J.E. Gray nie wyjaśnił etymologii nazwy rodzajowej, prawdopodobnie wymyślona nazwa.

### Podział systematyczny
Do rodzaju należą następujące gatunki: 
- Nessia bipes
- Nessia burtonii
- Nessia deraniyagalai
- Nessia didactyla
- Nessia gansi
- Nessia hickanala
- Nessia layardi
- Nessia monodactyla
- Nessia sarasinorum